# Phryganea singularis
Phryganea singularis is een fossiele soort schietmot uit de familie Phryganeidae.